# The Invisible Girls
 (novembre 2014).
Si vous disposez d'ouvrages ou d'articles de référence ou si vous connaissez des sites web de qualité traitant du thème abordé ici, merci de compléter l'article en donnant les références utiles à sa vérifiabilité et en les liant à la section « Notes et références ».
The Invisible Girls est un groupe de rock britannique, formé à Salford en Angleterre en 1978. Formé de Martin Hannett, Pete Shelley des Buzzcocks, Bill Nelson, Paul Burgess et Steve Hopkins, le groupe a duré de 1978 à 1982 et a sorti 4 albums : Disguise in Love (1978), Snap, Crackle & Bop (1980), Pauline Murray and The Invisible Girls (septembre 1980) et Zip Style Method (1982). Il a régulièrement accompagné le poète punk John Cooper Clarke.